# Любинський Олександр Валентинович
Олександр Валентинович Любинський (нар. 28 жовтня 1970, Херсон, УРСР) — український футболіст, нападник та півзахисник.

## Кар'єра гравця

### Ранні роки
Вихованець херсонського «Кристала». Дорослу футбольну кар'єру розпочав 1987 році у дорослій команді вище вказаного клубу, яка виступала в Другій лізі СРСР. У радянському чемпіонаті за два сезони зіграв 8 матчів та відзначився 1 голом. У 1988 році виступав у чемпіонаті області за херсонський «Дорожник». З 1989 по 1990 рік проходив військову службу. У 1991 році повернувся до «Кристалу», у футболці якого зіграв 27 матчів та відзначився 2-а голами в останньому розіграші Другої нижчої ліги.

### «Поліграфтехніка»
У 1992 році перейшов до «Поліграфтехніки». Дебютував у футболці олександрійців 16 лютого 1992 року в переможному (4:3 в серії післяматчевих пенальті) домашньому поєдинку 1/32 фіналу кубку України проти франківського «Прикарпаття». Любинський вийшов на поле на 70-й хвилині, замінивши Костянтина Сосенка. У першій лізі вперше у футболці олександрійців зіграв 14 березня 1992 року в переможному (3:1) домашньому поєдинку 1-о туру підгрупи 1 проти черкаського «Дніпра». Любинський вийшов на поле на 80-й хвилині, замінивши Станіслава Козакова. У складі «поліграфів» зіграв 5 матчів у Першій лізі та 2 поєдинки у кубку України.

### «Меліоратор», «Бориспіль» та «Водник»
У травні 1992 року приєднався до «Металіоратора». Дебютував у футболці каховського клубу 2 травня 1992 року в переможному (3:2) домашньому поєдинку 6-о туру підгрупи 2 Перехідної ліги проти шахтарського «Прометей». Любинський вийшов на поле в стартовому складі та відіграв увесь матч. Дебютним голом за «Меліоратор» відзначився 17 травня 1992 року на 29-й хвилині програного (1:2) виїзного поєдинку 9-о туру підгрупи 2 Перехідної ліги проти армянського «Титану». Олександр вийшов на поле в стартовому складі, а на 50-й хвилині його замінив Петро Римарчук. У футболці каховського клубу зіграв 67 матчів (19 голів) у третій та другій лізі чемпіонату України, ще 4 матчі (1 гол) зіграв у кубку України.
Під час зимової перерви сезону 1993/94 років підсилив ФК «Бориспіль». У новому клубі дебютував 26 березня 1994 року в нічийному (0:0) виїзному поєдинку 23-о туру Другої ліги проти свого колишнього клубу, каховського «Металіоратора». Любинський вийшов на поле в стартовому складі та відіграв увесь матч. Дебютним голом за бориспільський клуб відзначився 14 травня 1994 року на 37-й хвилині переможного (2:1) домашнього поєдинку 34-о туру Другої ліги проти кременчуцького «Нафтохіміка». Олександр вийшов на поле в стартовому складі, а на 85-й хвилині його замінив Едуард Цихмейструк. У футболці «Борисполя» відіграв другу частину сезону 1993/94 років, за цей час провів 16 матчів та відзначився 2-а голами.
У 1994 році повернувся до херсонського клубу, який змінив назву на «Водник». Дебютував за херсонський клуб 5 серпня 1994 року в нічийному (0:0) виїзному поєдинку 1-о туру Другої ліги проти одеського «Чорноморця-2». Олександр вийшов на поле в стартовому складі, а на 85-й хвилині його зманінив Василь Хлєбніков. У складі херсонців зіграв 5 матчів у Другій лізі. Під час зимової перерви сезону 1994/95 років вдруге в кар'єрі перейшов до «Металіоратора». Дебютував за каховський клуб 1 квітня 1995 року в нічийному (0:0) виїзному поєдинку 23-о туру Другої ліги проти луганського «Динамо». Любинський вийшов на поле в стартовому складі та відіграв увесь матч. Дебютним голом за «Меліоратор» відзначився 4 квітня 1995 року на 61-й хвилині програного (2:3) виїзного поєдинку 24-о туру Другої ліги проти донецького «Шахтаря-2». Олександр вийшов на поле в стартовому складі та відіграв увесь матч. У складі каховського клубу зіграв 19 матчів (9 голів) у Другій лізі чемпіонату України.

### «Нива» (Вінниця) та СК «Херсон»
У 1995 році підписав контракт з «Нивою». Дебютував у складі вінницького клубу 25 липня 1995 року в переможному (1:0) виїзному поєдинку 1-о туру Вищої ліги проти кременчуцького «Кременя». Любинський вийшов на поле в стартовому складі, а на 88-й хвилині його замінив Віктор Бровченко. Дебютним голом у Вищій лізі відзначився 2 серпня 1995 року на 16-й хвилині поєдинку 3-о туру «Нива» (Вінниця) - «Шахтар» (Донецьк). Олександр вийшов на поле в стартовому складі та відіграв увесь матч. Учасник фіналу кубку України 1995/96, в якому «Нива» поступилася київському «Динамо». В команді провів півтора сезони, за цей час у Вищій лізі зіграв 46 матчів (4 голи), 9 матчів у кубку України та 4 поєдинки у Кубку УЄФА.
Під час зимової перерви сезону 1996/97 років повернувся в «Кристал». Дебютував за херсонський клуб 16 березня 1997 року в програному (1:3) домашньому поєдинку 18-о туру групи Б Другої ліги проти ФК «Петрівці». Любинський вийшов на поле в стартовому складі та відіграв увесь матч, а на 40-й хвилині відзначився голом (реалізував пенальті) у воротах клубу з Петрівців. У команді виступав до завершення першої частини сезону 1999/00 років, за цей час у Другій лізі зіграв 82 матчі (22 голи), ще 7 матчів (1 гол) провів у кубку України.

### Завершення професіональної кар'єри
Під час зимової перерви сезону 1999/00 років підсилив «Металург», у футболці якого дебютував 11 березня 2000 року в нічийному (1:1) поєдинку 1/16 фіналу кубку України проти кіровоградської «Зірки». Олександр вийшов на поле на 46-й хвилині, замінивши Валентина Дубину, а на 95-й хвилині вже Любинського замінив Кирило Бурхан. У Першій лізі дебютував за «металургів» 31 березня 2000 року в переможному (1:0) домашньому поєдинку 21-о туру проти «Чорноморця-2» (Одеса). Олександр вийшов на поле на 82-й хвилині, замінивши Сергія Валуєва. У футболці нікопольського клубу зіграв 5 матчів у Другій лізі та 1 поєдинок у кубку країни.
Напередодні старту сезону 2000/01 років підписав контракт з «Олкомом». Дебютував за мелітопольський колектив 20 серпня 2000 року в програному (1:2) домашньому поєдинку 2-о туру групи Б Другої ліги проти армянського «Титану». Любинський вийшов на поле на 71-й хвилині, замінивши Володимира Макарова. У складі «Олкома» з серпня по вересень 2000 року зіграв 5 матчів у Другій лізі. Під час зимової перерви сезону залишив команду.
Потім виступав в обласному чемпіонаті за херсонське «Динамо» (2005) та «Гопри» з Голої Пристані (2006—2007). В жовтні 2009 року у футболці ветеранів херсонського «Кристалу» зіграв у прощальному матчі Юрія Максимова.

## Кар'єра тренера
По завершенні кар'єри гравця розпочав тренерську діяльність. У 2012 році тренував дітей у херсонській ДЮСШ.

## Досягнення
«Кристал» (Херсон)
- Друга ліга чемпіонату України (група «Б»)
  -  Чемпіон (1): 1997/98
  -  Срібний призер (1): 1998/99

«Меліоратор» (Каховка)
- Перехідна ліга чемпіонату України (друга підгрупа)
  -  Бронзовий призер (1): 1992

«Бориспіль»
- Друга ліга чемпіонату України
  -  Чемпіон (1): 1993/94

«Нива» (Вінниця)
- Кубок України
  -  Фіналіст (1): 1995/96